# علي الدوحان
علي الدوحان (19 أغسطس 1993 -)، سيناريست وكاتب تلفزيوني كويتي.

## مشواره المهني
درس تخصص إدارة الأعمال
، تعلم الكتابة على يد المخرج والكاتب سعدي البريفكاني كان يتردد على مسرح الدسمة حتى يتعرف على الفنانين والمنتسبين إلى الوسط الفني، وحاول تجاذب الحوار معهم وتعريفهم بنفسه وبموهبته في الكتابة لكن الكل تجاهل موهبته، ولم يجد أي رد فعل من الوسط الفني وأصيب بالإحباط وبعد فترة تلقى اتصالاً من الفنان أحمد إيراج، حيث جلس معه ليعلمه كيفية الكتابة استفاد منه الكثير على المستوى الشخصي والإنساني وقام بفتح شركته الخاصة بالإنتاج والتي التقى فيها بالكثير من الكتّاب والمخرجين والفنانين. أول أعماله في الكتابة عام 2013 كانت مسلسل جار القمر

## أعماله
| سنة الإنتاج | اسم العمل           | نوعه     |
| ----------- | ------------------- | -------- |
| 2025        | من الأحد إلى الخميس | (مسلسل)  |
| 2022        | أمينة حاف 2         | (مسلسل)  |
| 2021        | جنية                | (مسلسل)  |
| 2021        | من بعدي الطوفان     | (مسلسل)  |
| 2021        | يجيب الله مطر       | (مسلسل)  |
| 2021        | أمينة حاف           | (مسلسل)  |
| 2020        | عداني العيب         | (مسلسل)  |
| 2020        | الكون في كفة        | (مسلسل)  |
| 2019        | وما أدراك ما أمي    | (مسلسل)  |
| 2019        | فانوس هيونة         | (برنامج) |
| 2018        | مع حصة قلم          | (مسلسل)  |
| 2018        | روتين               | (مسلسل)  |
| 2017        | كالوس               | (مسلسل)  |
| 2016        | بين الكناين         | (مسلسل)  |
| 2016        | جود                 | (مسلسل)  |
| 2015        | ناشي وميرا          | (فيلم)   |
| 2014        | سقف واحد            | (مسلسل)  |
| 2013        | جار القمر           | (مسلسل)  |

## الجوائز
| العام | البلد  | الجائزة                                                                                  |
| ----- | ------ | ---------------------------------------------------------------------------------------- |
| 2016  | الكويت | جائزة أفضل مؤلف درامي عن مسلسل جود في مهرجان المميزون في رمضان بدورته التاسعة            |
| 2018  | الكويت | جائزة أفضل مؤلف درامي عن مسلسل مع حصة قلم في مهرجان المميزون في رمضان بدورته الحادي عشرة |